# Ernesto Sáenz de Buruaga
Ernesto Sáenz de Buruaga Bustamante (Miranda de Ebro, 1 de juliol de 1956) és un periodista espanyol. Ha dirigit i presentat diversos programes de ràdio i televisió, entre els quals destaca La Mañana de la COPE i el Telediario de Televisió Espanyola.

## Trajectòria
Entre el 1996 i el 1998 fou cap d'informatius de Televisió Espanyola, per passar després a ocupar el mateix càrrec a Antena 3. El 2003 va convertir-se en conseller delegat de la cadena privada. Durant la darrera meitat de la dècada dels 2000 va presentar diversos programes a Telemadrid, fins que el 2010 va fitxa per la Cope, on presentaria el programa matinal. El gener de 2015 es va fer pública la possibilitat que Buruaga presentaria un nou programa de debat les nits del cap de setmana a Televisió Espanyola, que finalment es va estrenar el maig de 2015, sota el nom de Así de Claro, que en el seu primer programa va debutar amb 976.000 espectadors a Espanya (6,5% de share), i 76.000 espectadors a Catalunya. El programa 'es va cancel·lar després de tan sols 3 programes emesos per no assolir els mínims nivells d'audiència esperats.